# 趙錫晉
赵锡晋（韓語：조석진，1853年—1920年），号小琳，朝鮮王朝晚期画家，其画是中国和朝鲜儒家学派传统画风的复现。赵锡晋出身宫廷画师之家，早年曾被派往中国。赵锡晋专门画鲤鱼及朝鮮王朝君王肖像，并籍此入仕途，为地方官。朝鮮王朝滅亡后，曾协助创建书画协会。